# Innario delle Chiese protestanti riformate della Svizzera tedesca
L'Innario delle Chiese protestanti riformate della Svizzera tedesca (in tedesco: Gesangbuch der Evangelisch-reformierten Kirchen der deutschsprachigen Schweiz), abbreviato anche come Innario protestante riformato (Evangelisch-reformierten Gesangbuch) o anche RG, è l'innario attualmente utilizzato per le funzioni in lingua tedesca nelle Chiese protestanti riformate della Svizzera tedesca.
Fu introdotto nel 1998, andando a sostituire l'omonimo innario del 1952 (RKG). Fu redatto e pubblicato dall'Associazione per la pubblicazione del libro degli inni delle Chiese evangeliche riformate della Svizzera di lingua tedesca, composto da esperti di musica sacra e da rappresentanti delle Chiese cantonali, che ha mantenuto una cooperazione ecumenica con la Chiesa cattolica romana e la Chiesa cattolica cristiana svizzera. Parallelamente, fu redatto l'Innario cattolico della Svizzera tedesca. Entrambi gli innari furono presentati al pubblico il 1° novembre 1998 nell'ambito di un servizio televisivo interconfessionale.
Nella struttura generale dell'innario, il termine “servizio divino” funge da filo conduttore per tutti gli 868 inni e testi, organizzati in sei capitoli:
- Il culto nella Bibbia: Salmi e altri inni
- Il culto nella comunità
- Il culto nel ciclo annuale
- Il culto nel cerchio del giorno
- Il culto nel cerchio della vita
- Il culto nel mondo.

Gli inni sono per lo più a quattro voci. A differenza dell'innario precedente, sono stati inseriti anche numerosi canoni, inni multilingue e in lingua straniera e canti dialettali.
Poiché nacque come inno ecclesiastico, l'Inno nazionale svizzero si trova al n. 519, nel capitolo dedicato ai servizi liturgici per la Giornata di ringraziamento, pentimento e preghiera.